# 芦川駅 (北海道)

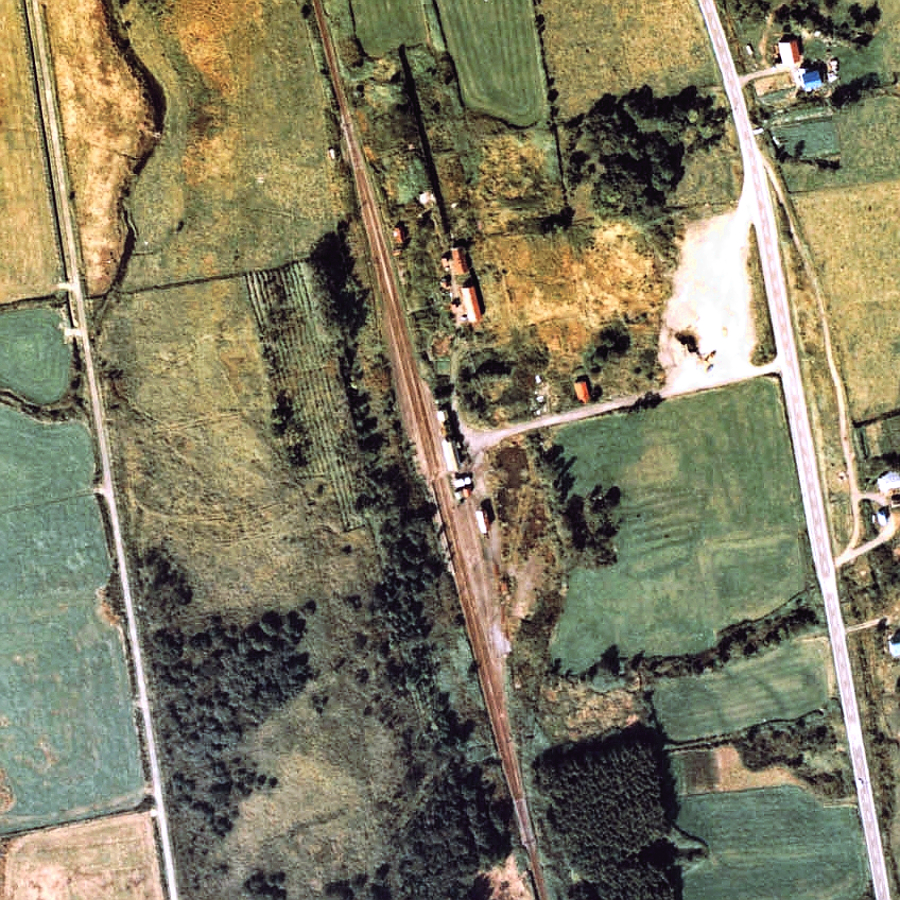
1977年の芦川駅と周囲約500ｍ範囲の状況。上が稚内方面。千鳥式ホームに駅舎とその横に貨物積卸場の建家及び引込線を有する一般駅で、駅を建設した当初のサロベツ原野開拓拠点としての意気込みが窺える。しかしこの写真の時点では、周辺の民家は殆どなく、積むべき貨物も見当たらない。駅の右上に職員官舎が二棟見える。

芦川駅（あしかわえき）は、北海道（宗谷支庁）天塩郡豊富町字芦川にあった北海道旅客鉄道（JR北海道）宗谷本線の駅（廃駅）である。電報略号はシハ。事務管理コードは▲121846。

## 歴史
- 1926年（大正15年）9月25日：鉄道省天塩線幌延駅 - 兜沼駅間延伸開業に伴い開業[4][5][6]。一般駅[1]。
- 1930年（昭和5年）4月1日：天塩線を宗谷本線に編入、それに伴い同線の駅となる[6]。
- 1949年（昭和24年）6月1日：公共企業体である日本国有鉄道に移管。
- 1962年（昭和37年）5月1日：公衆電報の取り扱い廃止[7]。
- 1977年（昭和52年）5月25日：貨物取り扱い廃止[8]。
- 1984年（昭和59年）2月1日：荷物取り扱い廃止[9][10]。
- 1984年（昭和59年）11月10日：出札・改札業務を停止し、旅客業務について無人化[11]。閉塞扱いの運転要員は継続配置。
- 1985年（昭和60年）7月：駅舎改築、貨車駅舎となる[12]。
- 1986年（昭和61年）11月1日：CTC（電子閉塞）導入に伴う合理化により交換設備を廃止。同時に運転無人化。
- 1987年（昭和62年）4月1日：国鉄分割民営化に伴い、JR北海道の駅となる[1]。
- 2001年（平成13年）7月1日：利用者僅少のため廃止となる[2][6]。

### 駅名の由来
当駅の所在する地名より。現在のサロベツ川を指すアイヌ語の「サㇻオマペッ（sar-oma-pet）」（芦原・にある・川）を意訳したもの、とされる。

## 駅構造
地上駅。廃止時点で南稚内駅管理の無人駅となっていた。
かつてはホームが千鳥式に配置された相対式ホーム2面2線を有する列車交換可能な交換駅であったが、廃止時点で交換設備が廃止され、線路の東側（駅舎側）に単式ホーム1面1線を有する分岐器を持たない棒線駅となっていた。
交換設備が設置されていたころは駅舎側（東側）ホーム（1番線）南側と対向ホーム（2番線）北側を結ぶ構内踏切が設置されていた。そのほか1番線の旭川方から分岐し駅舎南側のホーム切欠き部分の貨物ホームへの貨物側線を1線有していた。交換設備運用廃止後は、使われなくなった2番線の線路は撤去されたが、ホーム前後の線路は分岐器の名残で湾曲していた。
駅舎は末期はヨ3500形車掌車を改造した貨車駅舎となっていた。ホームの有効長は1番線、廃止された2番線共に50mであった。
隣の兜沼駅近くの民家敷地内に廃止当時の駅舎として使われていた貨車駅舎が移設保存されている。

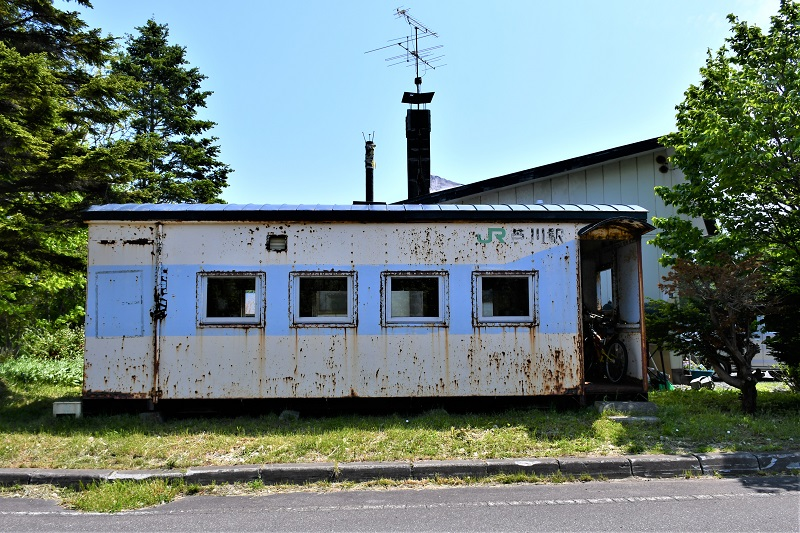
兜沼駅近くに移設保存されている芦川駅の貨車駅舎。

## 利用状況
乗車人員の推移は以下の通り。年間の値のみ判明している年度は日数割で算出した参考値を括弧書きで示す。出典が「乗降人員」となっているものについては1/2とした値を括弧書きで乗車人員の欄に示し、備考欄で元の値を示す。
| 年度               | 乗車人員（人） | 乗車人員（人） | 出典   | 備考           |
| 年度               | 年間           | 1日平均        | 出典   | 備考           |
| ------------------ | -------------- | -------------- | ------ | -------------- |
| 1978年（昭和53年） |                | 6              | [ 17 ] |                |
| 1981年（昭和56年） |                | (2.5)          | [ 15 ] | 1日乗降客数5人 |
| 1992年（平成04年） |                | (0.0)          | [ 13 ] | 1日乗降客数0人 |
| 2000年（平成12年） |                | (0.5)          | [ 18 ] |                |

## 駅周辺
附近一帯はサロベツ原野の一部でほとんど何もなかった。駅前に芦川会館という集会所があったが、集会所より先に集落が消滅してしまい、使われないまま放置されていた。
- 国道40号
- モサロベツ川[19]

## 隣の駅
北海道旅客鉄道
■宗谷本線
豊富駅 (W74) - *徳満駅 (W75) - *芦川駅 - 兜沼駅 (W76)
*打消線は廃駅